# Antonio Cruz Collado
Antonio Cruz Collado (Madrid, 17 de marzo de 1905-Pozuelo de Alarcón, Madrid, 9 de agosto de 1962) fue un escultor español. Ganó un Premio Nacional de Escultura y una Medalla de Oro de Bellas Artes.

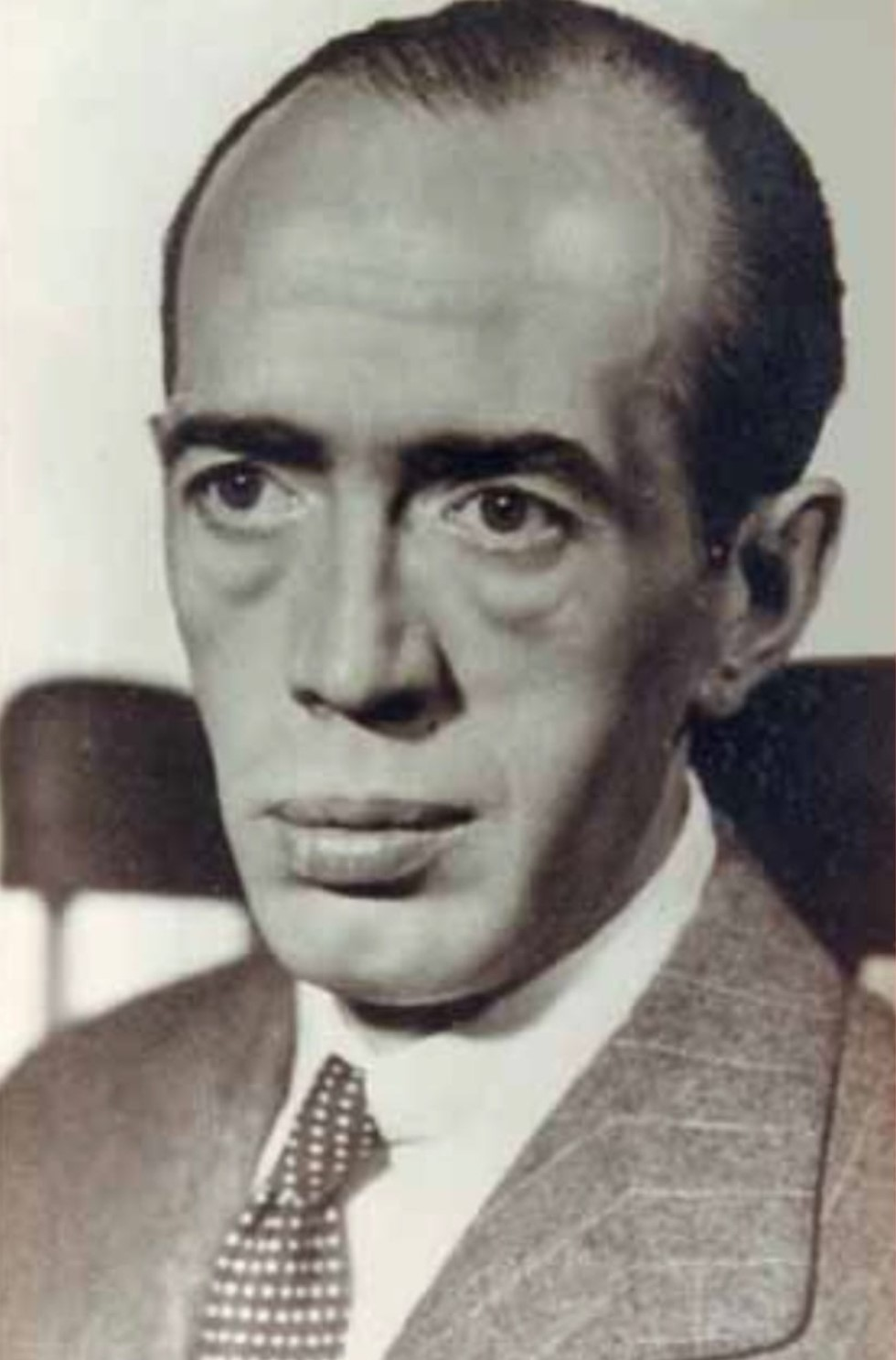
Antonio Cruz Collado

Cruz Collado definió el arte como «aquello que produce emoción».

## Biografía

### Formación

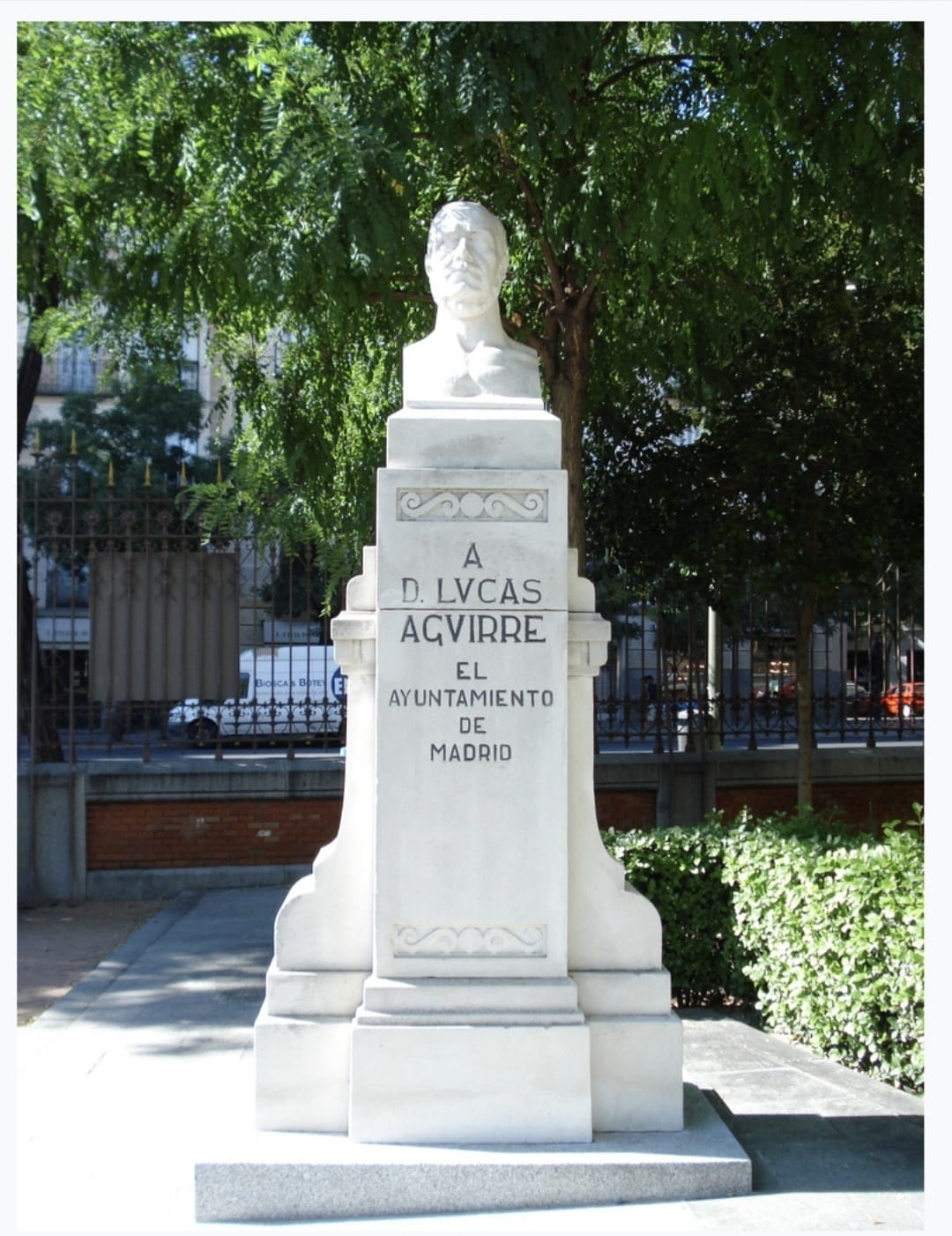
Busto a Lucas Aguirre. Miguel Cruz Martín, padre del escultor Cruz Collado. 1900

Antonio Cruz Collado nació en Madrid el 17 de marzo de 1905. Fue el mayor de 8 hermanos, junto con su gemelo que murió a los pocos meses de vida. Ninguno de sus hermanos se dedicó a la escultura. Su padre fue el escultor español Miguel Cruz Martín, que ejerció como escultor anatómico de la Facultad de Medicina de San Carlos de Madrid y de la Facultad de Veterinaria y profesor de dibujo de las Escuelas Aguirre. De él aprendió su hijo las técnicas escultóricas y la anatomía del cuerpo humano que tanto le habría de servir a lo largo de su obra. De Miguel Cruz Martín se conserva una escultura en los fondos del Museo del Prado y otra en el Museo Reina Sofía (Espasa, apéndice C).Además en las Escuelas Aguirre, actualmente Casa Árabe, se puede ver el Monumento a Lucas Aguirre que realizó por encargo del Ayuntamiento de Madrid en 1900. Gaspar, tío de Antonio y hermano de Miguel, fue también escultor anatómico de la Facultad de Medicina de San Carlos de Madrid. 
Con once años, Antonio, recibe las enseñanzas de Miguel Blay y Fábrega en el taller que el escultor tenía en Madrid, hasta que ya con quince años ingresa, mediante un examen de acceso, en la Real Academia de Bellas Artes de San Fernando de Madrid donde realiza su formación académica. También en este año 1920, concurre junto con su padre, al Primer Salón de Otoño en el Palacio de Cristal del Retiro. Según consta en el catálogo de dicho evento. Antes de concluir los estudios en la Academia de Bellas Artes, ya se conoce una obra suya del año 1923, el Busto de la Srta. Millán, publicándose una foto en la Gaceta de Bellas Artes, N.º 209. En el año siguiente, ya finalizados sus estudios académicos, y con la escultura titulada Figura de mujer, participa en la Exposición Nacional de Bellas Artes consiguiendo una Bolsa de viaje con premio monetario (doctor en Historia del Arte Víctor Guerrero Serrano, Simposio Internacional de Zaragoza  2022).
En esta etapa de formación el escultor trabaja con los materiales que le son propios: piedra, bronce, escayola, barro o madera. Y se cataloga su arte como «vanguardista», el cual afianzará en los siguientes años al trabajar en el extranjero donde conocerá todas las evoluciones y vanguardias que en pintura y escultura iban surgiendo en Europa. A lo largo de su vida viaja mucho, tanto en su etapa de aprendizaje donde conoce a artistas destacados, como posteriormente para presentarse a concursos, cumplir encargos y dejar obras en museos de Europa y América. En 1924 oposita, con la escultura Arrepentimiento de Caín (estudio de la anatomía masculina), a la Pensión Piquer para Roma, Florencia y París, que oferta la Academia de San Fernando. Gana por unanimidad del jurado la Pensión que disfrutará de 1924 a 1930.

### Italia y Francia
Con diecinueve años, viaja a Roma antes de finalizar el año 1924, allí se encontrará poco después, con el que fuera su maestro casi una década antes, Miguel Blay, que fue nombrado director de la Academia de España de Bellas Artes en esa ciudad. Sin embargo no puede establecerse en Roma por no encontrar estudio disponible, pide autorización para hacerlo en Florencia donde sí lo hay y, una vez concedido, fija su residencia en la ciudad del Arno. Aunque realizará desplazamientos por toda Italia y París (Víctor Guerrero Serrano. Simposio Internacional de Zaragoza 2022). 
En su libro París 1924–1933, periodismo y creación literaria Miguel Ángel Asturias cuenta que viaja a Florencia y se encuentra con su amigo Juan José Sicre, escultor, que le comenta que Cruz Collado trabaja con él, en el estudio que tiene en la ciudad, y es donde ambos se conocerán (p.53). Se establece una relación duradera entre el escritor, futuro premio Nobel de Literatura en 1967, y el escultor que es mencionado varias veces en el libro citado (pp. 436-437) donde, junto a Joaquín Valverde y Manuel Laviada, pondera el autor sus obras: «ellos por su obra y su juventud representan nuestro tiempo», o para recordar sus encuentros posteriores en Madrid (p. 439), en las tertulias del café Pombo (a las que Asturias denomina «Peñas») que Cruz Collado frecuentaba, según cita Juan Manuel Bonet en su libro Las vanguardias españolas.Miguel Ángel Asturias dice, en 1930, en el mismo libro (apartado Glosas lejanas, Tres artistas y una exposición) «que la escultura de Cruz Collado es personalísima… El espíritu nos parece que no está supeditado a la forma. Diríase que se olvida de la forma para convertirla en movimiento». De este periodo como pensionado, tenemos noticias, por las comunicaciones que le dirige la Academia de San Fernando de Madrid, para que le informe de los trabajos que debe remitir a la misma para sus Colecciones,como obligación de la beca que disfruta. Algunos de estos trabajos, 6 dibujos al carboncillo,se conservan en dicha colección. También un relieve titulado El nacimiento de Venus que estaba catalogado como anónimo y por el trabajo de investigación, que, gracias a una foto, pudieron realizar el historiador de arte Víctor Guerrero Serrano y los funcionarios de la Academia de S. Fernando, acreditaron la autoría de Cruz Collado, y la presencia de esta obra en la exposición individual de 1930. También se conoce la escultura de una mujer, Ragazza de 1925, por una foto de la Gaceta de Bellas Artes. Igualmente de esta época es el Retrato de la pintora Alejandra Gorini en Florencia.
En la web http://www.cruzcollado-escultor.org, se informa de que en 1928 el escultor realizó un monumento a Jeanne Duval, amante de Baudelaire, fecha en la que se puede suponer que estaba en París. También Juan Manuel Bonet nos habla de un libro que Cruz Collado regala al escritor Pérez Ferrero sobre Chirico, y que en su contraportada está escrito «Cruz Collado. París, 1928». Esto ratifica que una parte al menos de dicho año estuvo en Francia. Con respecto a la escultura de Duval, dos años más tarde González Ruanoescribe en El Heraldo que dicha estatua había sido robada en París, siendo la única que fue esculpida de esa actriz. Nunca se encontró.
En Florencia, cuya estancia duró, salvo desplazamientos esporádicos, unos seis años, tuvo relación con otros artistas como el ya mencionado Sicre o con Guido Peyron, del que se conserva un retrato en una colección particular con el nombre de «Retrato del escultor Cruz Collado». Cuando estaba a punto de terminar la pensión, solicita le sea concedida una prórroga de seis meses para terminar los encargos que había recibido, petición que le es concedida aumentando así su estancia en el extranjero. Al regresar finalmente a España deja obras en colecciones particulares de Florencia, Milán, Nápoles y París, así como en museos de Florencia.
De esta etapa ítalo-francesa, según señalan diferentes autores, se trajo influencias de distintos artistas: así, Miguel Pérez Ferrero señala a Chirico y a Piero della Francesca, Cruz González encuentra una influencia clara de Modigliani, Ledesma Miranda ve una lucha del escultor entre Donatello y Libero Andreotti, aunque como nos cuenta de una conversación sostenida con el artista en su taller, que:

… Iba a contemplar a Miguel Ángel y al Donatello. Opto por el segundo de estos grandes artistas. Miguel Ángel se le presentaba como un genio inimitable. Iluminando un orbe cerrado e inaccesible; no así el Donatello, con su gran problemática y sus múltiples teoremas aun no demostrados ni resueltos. Pero entonces salióle a Cruz Collado un mundo al paso, el mundo del arte nuevo, …

Para Víctor Guerrero conoció a fondo tanto la estatuaria clásica-renacentista, así como la obra del Novecento (Arturo Martini) como de los cubistas  (Henri Laurens y Alexander Archipenko) los cuales influenciaron notablemente en su obra escultórica. En París estudia tanto la escultura arcaico-primitiva (Egipto, Mesopotamia y Grecia) a través de sus visitas al Louvre, como la escultura cubista y déco, cuyo influjo es más que evidente en toda su producción. Otros que parece que influyen en su formación son Barlach, de Lehmbruck, etc.
Como final de esta etapa citamos lo expresado por el propio escultor en la Memoria para el concurso oposición de la clase de Modelado en la Escuela de San Fernando (1941): 

«No se manifiesta el verdadero talento creador hasta que la formación del artista no se ha cumplido y solo queda y permanece, entre éstos, aquel que ha sabido desprenderse oportunamente de las enseñanzas e influjos que asimiló en su primera época».

### Regreso a España: 1930-1939
El año 1930 comienza participando en la Exposición Nacional que se celebra en el Palacio de Exposiciones de El Retiro de Madrid. Allí expone la escultura Adán y Eva. Esta obra es premiada con la 3.ª medalla. Además, es adquirida por el Museo de Arte Moderno de Madrid, el cual desapareció en 1971 y sus obras del siglo XX pasaron al Museo de Arte Contemporáneo y de allí al actual Museo Nacional Centro de Arte Reina Sofía.
Poco después, en el mes de junio de este mismo año, presenta en el Concurso Nacional de Escultura, un proyecto de una fuente, para sitio no determinado en la convocatoria. Esta obra, llamada Fuente de la muchacha que duerme resulta ganadora. El historiador Víctor Guerrero encuentra en ella una clara influencia del pintor Giorgio de Chirico y del escultor Arturo Martini. Como ya señalamos, Pérez Ferrero busca sus raíces también en Chirico y en Piero della Francesca. Ledesma Miranda, que nos lleva hasta la ubicación de la fuente en la calle Bailén, en los jardines de la Plaza de Oriente, además nos explica su realización en piedra arenisca rosa, muy en el arte de Barlach o Lehmbruck (En el taller de Cruz Collado). En el catálogo digital del Museo Reina Sofía aparece esta fuente como una reproducción que posee el Museo, junto con otras cuatro obras más del autor. 
En el mes de octubre se inaugura la exposición individual de Antonio Cruz Collado en La Sociedad de Amigos del Arte en el Palacio de Bibliotecas y Museos. Consta dicha exposición de 16 esculturas y varios dibujos. En el catálogo de la misma nos reencontramos con Miguel Pérez Ferrero, que dice en Las Musas quietas del hombre que vuelve entre otras cosas: 

…Todo escultor debe ir a París y no debe pisar tierra italiana sin olvidarse los buriles donde partió. Sin embargo…Sin embargo, se puede dar la excepción. Y se dá. Con la mirada fija en Piero della Francesca y en de Chirico, ha pasado su estancia en Italia el español Cruz Collado. Con la mirada en ellos ha vuelto a su país el escultor…Hoy me complazco en señalar al escultor Cruz Collado como una de las poquísimas excepciones que han de romper con la desgracia de la regla general para España -regla general que ha de durar todavía mucho tiempo-, de la inexistencia, aquí, de la escultura.

(La Gaceta Literaria, 15 de septiembre de 1930.)
También se refiere a esta exposición Ramón Ledesma Miranda, (periódico Arriba de 22 de abril de 1948), en donde la califica como «el grito más agudo del vanguardismo escultórico en nuestro país». Hace mención de que después «se abrió un turno de conferencias para comentar estas y otras realizaciones de Cruz Collado por parte de Federico García Lorca, Eugenio Montes (que prologó el catálogo de dicha exposición con el artículo Resurrección de la Escultura) y Samuel Ros y explicaron y definieron el arte de nuestro escultor» (Este punto es controvertido, pues Juan Manuel Bonet se refiere a las conferencias sin saber si finalmente se celebraron). Parece ser que las esculturas que más llamaron la atención, según el escritor, fueron El desnudo en verde (homenaje a Modigliani), el Adán (también una reproducción en el catálogo de El Reina Sofía), la Eva y el Cristo de cera. Termina diciendo Ledesma «y otras composiciones llenas de encanto, sin merma de su estético radicalismo». También debemos hacer mención del historiador de arte Víctor Guerrero que dentro de su proceso investigador, nos cuenta que únicamente se han podido documentar 10 de las 16 esculturas presentadas y las define como el camino «hacia un clasicismo moderno de tono arcaizante». Asimismo cita al crítico Juan de Castilla que apunta a una conexión entre la obra de Cruz Collado y la Metafísica italiana o el Realismo Mágico alemán.
Tras la exposición, vuelve a solicitar una beca de Ampliación de Estudios, que le fue concedida para el bienio 1931-32 en Estados Unidos. De esta época deja obras (bustos de Abogado Torrell, Profesor del Rio, Arquitecto Dwing Bawn, etc.) en colecciones particulares en Nueva York y en Iowa el busto de Mr.Carl Weeks.
A modo de resumen de estos años diremos que hizo exposiciones individuales en Florencia, Madrid, Nueva York,… https://recursos.march.es/web/prensa/anales/1956-1962/11-Pensiones.pdf (Según expone la Fundación Juan March, Pensiones.pdf p. 525). Y la prensa del momento se hizo eco de su persona y de su obra: Bolívar, El Imparcial y la Gaceta Literaria, entre otros (Bonet, Las vanguardias en España). De vuelta a Madrid en 1932 y con el arquitecto García Mercadal, presentan al concurso para la realización del Monumento a Pablo Iglesias, un proyecto  que quedó en el segundo lugar y que ganó Emiliano Barral.     

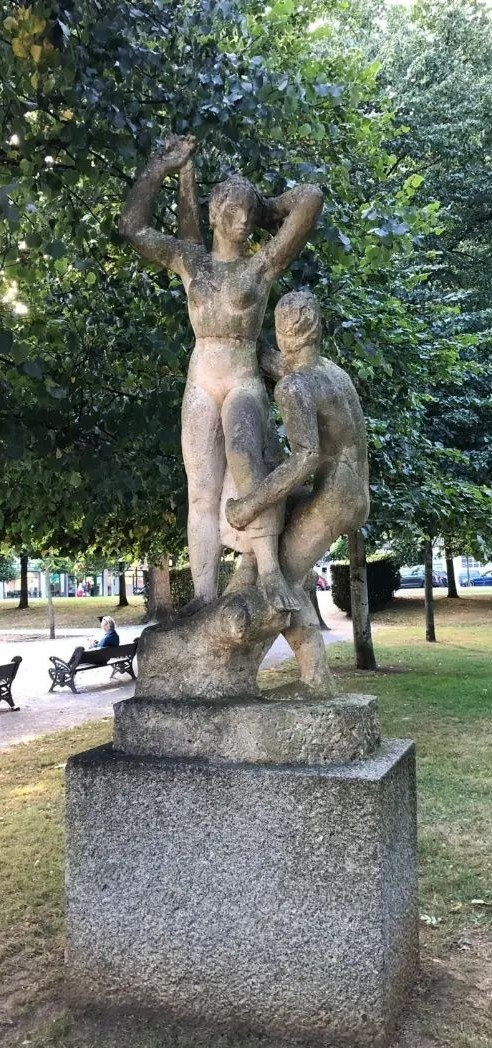
Desnudos. Medalla de oro de Bellas Artes1934 de Cruz Collado

Se presenta a la Exposición Nacional de Bellas Artes de 1934 con una escultura de dos mujeres: Desnudos.Con la que gana el primer premio, la Medalla de Oro. En la que, según algunos críticos, abandona un poco el vanguardismo envolviéndolo de una estética más clásica, y se nota el comienzo de una evolución que parece muy del agrado de sus compatriotas. Una copia de esta escultura, en piedra, se encuentra en el parque de Isabel la Católica de Gijón, en Asturias. 
En este mismo año y mediante oposición, obtiene la plaza como Colector-Preparador (Escultor-Restaurador) del Museo de Antropología (Museo Etnológico Nacional). En 1934 también oposita a la Cátedra de Dibujo del Instituto Lope de Vega de Madrid y consigue la plaza de Catedrático de Dibujo. Participa en el Concurso: «Medalla de Madrid» convocado por el Ayuntamiento de Madrid en 1935, cuyo modelo resulta premiado. 
El Gobierno de la República le nombra Delegado de Bellas Artes en Madrid, cargo que ejercerá durante toda la guerra civil. Encargándose de la protección del Patrimonio Artístico Español, como por ejemplo el patrimonio del Museo Cerralbo de Madrid junto con su director, y tratando de salvar las máximas obras de arte de su destrucción o rapiña.

### De 1939 a 1962
Una vez terminada la guerra civil retoma la docencia como Profesor de Dibujo y Escultura en la Escuela de Cerámica, en San Antonio de la Florida (1947), y en la de Artes y Oficios Artísticos (1941) de la calle Palma, ambas en Madrid. (Real Academia de Historia. Biografías. Cruz González).Además de la enseñanza, sigue como Colector-Preparador del Museo Etnológico Nacional. Así mismo es nombrado Escultor-Restaurador de la recuperación del Tesoro Artístico Nacional (1941). También continúa como Jefe de Artes Plásticas del Museo Etnológico (1941), donde había trabajado en 1933 y ahora denominado Museo de Antropología.
En 1944 se casa con Mercedes González Gimeno. doctora en Ciencias, con la que tiene dos hijos: Antonio y Laura. 

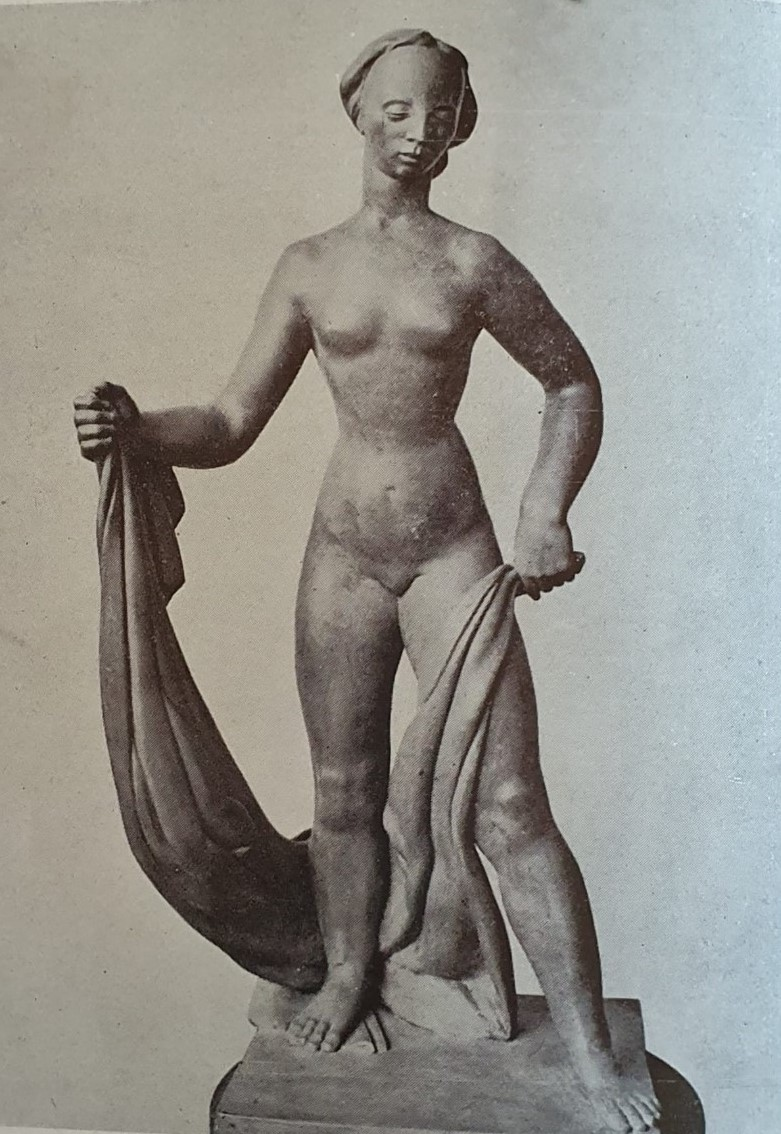
Desnudo en piedra. 1953

En España comienzan a celebrarse nuevas Exposiciones y Concursos de todo tipo que estaban suspendidos desde el año 1936. Los artistas españoles empiezan a triunfar en los certámenes extranjeros como las bienales de Venecia, Alejandría o El Cairo o la trienal de Milán. Y la escultura se debate en estos años entre la abstracción y la figuración. También Cruz Collado se incorpora a estos certámenes con nuevas esculturas. En el Departamento de Historia del Arte de la Facultad de Filosofía y Letras de la Universidad de Zaragoza, Ana Ara Fernándezescribe un artículo a raíz de «Las exposiciones de escultura al aire libre» que se celebraron, en su tercera edición en el Parque de El Retiro de Madrid, el colegio Mayor de la Moncloa, también en Madrid y el Parque de María Luisa de Sevilla. «En ellas se dieron cita obras de los escultores españoles más importantes del panorama artístico de la época, afanados en la renovación de la práctica escultórica más tradicional que triunfaba en las Exposiciones Nacionales de Bellas Artes». En la Exposición al aire libre de El Retiro en 1953, el requisito para poderse presentar era haber tenido el reconocimiento en alguna Exposición Nacional, como fue el caso de Cruz Collado (medalla de tercera clase en 1930 y medalla de primera clase en 1934) que se presentó con las esculturas: Aire y Desnudo en piedra. 
En 1950, La Espera, un relieve en piedra de Colmenar, es presentado a la Exposición colectiva de Arte Español Contemporáneo celebrada en El Cairo, según consta en el documento donde se le requiere al escultor para la firma del contrato de cesión temporal por el director general de Relaciones Culturales, el 25 de enero de ese año. (Documento en poder de la familia de Cruz Collado). También en este año, pero el 6 de mayo, se le solicita por el Ministerio de Asuntos Exteriores, desde la Dirección General de Relaciones Culturales que: «Próxima a ser inaugurada la Exposición de Arte Bienal de Venecia, a la que es de interés nacional concurra una representación de obras de arte españolas dignas en número y calidad de tal certamen internacional, el Comité organizador ha estimado sería conveniente la presentación de la obra de su propiedad expuesta en El Cairo titulada Espera (relieve en piedra)». (Documento en poder de la familia del escultor).
En 1950 Cruz Collado es nombrado socio de la Sociedad de amigos del Arte de Madrid. Dos años después, en 1952, a Cruz Collado se le nombra Socio de Honor del Círculo de Bellas Artes de Madrid.
En el año 1959 consigue la Cátedra de Preparatorio de Modelado de la Escuela de Bellas Artes de San Fernando de Madrid.
En este mismo año opta por la Pensión de Arte que convoca la Fundación Juan March (Pensiones.pdf p. 525). El motivo para su solicitud es realizar un grupo escultórico en Homenaje a Francisco Alcántara fundador de la Escuela de Cerámica de Madrid. La Pensión le es concedida y la escultura se encuentra de los jardines de dicha Escuela. 
Respecto a la parte artística, distinguiremos en esta época, los diferentes tipos de trabajo que realiza Cruz Collado:
- Así tenemos la parte Monumental, normalmente por encargo, aunque también, en ocasiones es por la presentación a Concursos Públicos. La mayoría de estas obras se sitúan en las calles y parques de Madrid.
- Otro apartado de su trabajo en esta época es la Imaginería, que junto con la Restauración, irá reponiendo en parte los destrozos causados por la guerra civil de 1936-1939 en varias ciudades españolas.
- Abandona, por tanto, las vanguardias en su trabajo público aunque no así en la Obra particular, donde vuelve a sus raíces vanguardistas y se sumerge, en parte, en el arte abstracto (Jonás y la ballena, El malabarista, etc. Y la colección de gouaches y dibujos mayormente inédita). La Fundación Capa, que posee una escultura llamada La siesta, incluye en su catálogo a Cruz Collado en el Nuevo Realismo.

### Esculturas monumentales
- En el concurso que había convocado el Ayuntamiento de Madrid para la realización de una fuente en homenaje a los 200 años del nacimiento del arquitecto Juan Villanueva, el proyecto del escultor Cruz Collado y el arquitecto Aníbal Álvarez consiguió la segunda mención del mismo. (1940).
- Un busto de Ledesma Miranda, escritor y periodista, realizado por Cruz Collado se exhibió en la Exposición de Retratos de Círculo de Bellas Artes. Actualmente se encuentra en el Casino de Madrid. Planta del Conde de Malladas, junto a la Biblioteca Privada. (1940)
- En este mismo año realiza el Grupo escultórico fachada del Banco Hispano Americano de La Coruña, que consta de dos niños que sujetan el escudo de la ciudad y que actualmente se puede ver en el mismo lugar donde se instaló.
- Sale a concurso por el Ayuntamiento de Madrid el Proyecto de una fuente como homenaje a la Republica Argentina. El primer premio lo obtuvo el presentado por el escultor Antonio Cruz Collado y el arquitecto Manuel Herrero Palacios. Constaba de una base trilobulada en cuyo centro se elevaba una torre triangular con los tres órdenes clásicos superpuesta sobre un zócalo cubierto de esculturas y unos delfines que sobresalían con las colas entrelazadas. Nunca llegó a construirse. (1949).

- También en este año se le encarga un Grupo escultórico para la fachada del antiguo cine Pompeya, hoy Hotel Senator (reformado por Antonio Moneo), Gran Vía 70, Madrid. Este edificio con un estilo ecléctico propio de la época y una gran portada neobarroca que ocupa las tres plantas desde el arranque del edificio, se adorna con pilastras en planta primera, recercado los huecos que contiene con detalles clásicos que remata en unas esculturas en el hueco central de la planta cuarta, obra del escultor Antonio Cruz Collado.
- Espigadora y campesina, se encuentran en los jardines del Palacio de la Moncloa (antiguamente Instituto de Investigaciones Agronómicas que fue quien las encargó). (1951).

- Monumento homenaje al doctor Pulido en el parque de El Retiro, cuyo busto es de Miguel Blay, el maestro de la infancia de Cruz Collado. Y la madre y el niño que saludan al doctor, son de Cruz Collado. (1954).

- Placa conmemorativa al Coronel veterinario Eusebio Molina Serrano. Promotor y divulgador de la profesión veterinaria. Sala de exposición del Colegio de veterinarios Militares de Madrid. (1954).
- Remate del edificio El Ocaso, calle Princesa 23, Madrid. Grupo escultórico en bronce Portador de la antorcha obra de Antonio Cruz Collado, que consta de dos estatuas de bronce sobre una esfera de más de cuatro metros de altura. (1955).
- Escultura Francisco Alcántara y niño. Jardines de la Escuela de Cerámica de Madrid. La Fundación Juan March concede una Pensión al escultor para la realización de un grupo escultórico como homenaje a don Francisco Alcántara. Dicha Fundación considera que esta Obra podría haber sido de las últimas que realizó el escultor. (1959).

### Imaginería y restauración

#### Imaginería
- Iglesia de San Sebastián, calle de Atocha 39, en el barrio de las Letras de Madrid. Esta iglesia se fundó en 1550. Ha sido motivo de varias restauraciones, alguna, como la que se realizó después de un bombardeo en la guerra, que casi supuso la reconstrucción total. Para la biografía que nos ocupa es importante este templo por la cantidad de esculturas que realizó Cruz Collado en 1945. Señalar que fue declarada Bien de Interés Cultural del Patrimonio Histórico de España en 1969. De la antigua iglesia quedan solo los archivos parroquiales. Las esculturas son: San Sebastián, situada en una hornacina sobre el altar mayor, tiene una altura de casi 4 metros de altura en madera policromada. Cuatro Evangelistas: San Juan, San Lucas, San Marcos y San Mateo en las  pechinas de la Iglesia, con sus tetramorfos. También de gran tamaño. Y Descanso en la Huida a Egipto, Capilla Real Congregación de los Arquitectos. Parece ser que este grupo escultórico sustituye en la capilla al primitivo de Salvador Carmona (escultor que realizó la Soledad de León que también restauró Cruz Collado). Es también de madera policromada.
- Santa Bárbara, Iglesia de Puertollano, Ciudad Real. Cruz Collado realiza la imagen de Santa Bárbara y el altar de la iglesia, La Santa es la Patrona de los mineros.

- San Isidro, Iglesia de San Isidro en la Calle de Toledo 37, Madrid, (Accésit del Concurso del Ayuntamiento de Madrid).
- Inmaculada del Cementerio de la Florida 1960, Paseo del Rey 3, Madrid. El cementerio de la Florida adquirió una especial significación al utilizarse como lugar de enterramiento para cuarenta y tres patriotas fusilados por los franceses contra las tapias de la montaña Príncipe Pio la noche del 2 de mayo de 1808 (Francisco de Goya inmortalizo este momento en su cuadro Los fusilamientos del 3 de Mayo en la montaña Príncipe Pio). Se cerró para utilizarlo únicamente al culto de dichas víctimas. Patrimonio Histórico Artístico Municipal, dado el estado de abandono de la capilla, ordenó que se construyera una nueva en el mismo sitio. Inaugurándose ésta el 2 de mayo de 1960. Se trata de una pequeña construcción con una espadaña y en cuya parte media se abre una hornacina, que aloja una imagen de piedra caliza, de una Inmaculada Concepción. El autor de esta escultura es Antonio Cruz Collado. (Patrimonio Cultural y Paisaje Urbano).
- Maternidad (Colección particular) realizada en piedra caliza, inacabada.
- San Francisco (Colección privada) Reproducción de Mena. En 1945 El Marqués de Lozoya presenta el catálogo donde se exhiben las copias de una serie de obras maestras realizadas para resolver de alguna manera el gran problema del moderno arte religioso, según expone en su introducción. Esta exposición de Reproducciones Plásticas de imaginería religiosa fue organizada por el Servicio de Defensa del Patrimonio Artístico Nacional. Reproducción de San Francisco por Cruz Collado en pasta policromada. El original de Pedro de Mena es propiedad de la Iglesia de San Martín de Segovia. Altura 0,85 m.

#### Restauración
- Panteón de Ramón Folch de Cardona, Iglesia de Bellpuig, Lérida. En 1951 Bellpuig defiende una joya escultórica[18] así titula Antonio Cruz Collado un artículo en el periódico La mañana de Lérida en 1951, sobre la restauración del sepulcro de Ramón Folch de Cardona. El escultor  cuenta el  daño producido en el Mausoleo del virrey de Nápoles, cuando en un asalto de radicales republicanos contra la Parroquia de Bellpuig, la cúpula cae sobre el mismo, rompiendo el mármol de este monumento en pedazos. También explica cómo se lleva a cabo esta restauración, de forma pormenorizada, de la que era la mejor obra del Renacimiento italiano en España.
- Dolorosa de la iglesia de San Nicolás de Bari en Miranda de Ebro. Se tiene poca información sobre esta talla. La iglesia del Espíritu Santo se quemó al comienzo de la guerra. Uno de los arquitectos encargado del proyecto de la nueva iglesia de San Nicolás de Bari pertenecía al Grupo de Artistas y Técnicos españoles para el progreso de la Arquitectura Contemporánea (GATEPAC). De él formaban parte, entre otros, dos arquitectos de los que ya hemos hablado por haber trabajado con Cruz Collado, restaurador de La Virgen Dolorosa, Así tenemos a Ramón Aníbal Álvarez ( en el Proyecto de  la fuente de Villanueva) y García Mercadal (en el Monumento a Pablo Iglesias). El primero hace el proyecto de San Nicolás de Bari y en su interior se encuentra dicha Dolorosa que fue restaurada por Cruz Collado. De nuevo vuelven a cruzarse artistas que ya trabajaron juntos en 1945.

- Piedad de León https://www.minervayveracruz.org/patrimonio/, Iglesia de San Martín, León. En 1948 un corto circuito produce un incendio en la Iglesia de San Martín de León, resultando muy dañada la imagen de la Piedad de León. En 1949 Cruz Collado recibe el encargo de su restauración https://www.minervayveracruz.org/procesion-de-la-pasion/. Las máscaras de los rostros originales quedaron en un lamentable estado. Se han consolidado los restos (donados por los hijos del escultor a la cofradía) en el Centro  de Conservación de Bienes Culturales de Simancas (Valladolid) y se han dispuesto en una urna de cristal para su exposición. (Diario de León, 2003). En un artículo titulado Restauración en León Carmen Pérez Andrés,[19] directora del Centro de Restauración de Bienes Culturales de la Junta de Castilla y León, Simancas, y refiriéndose a la restauración de Cruz Collado, dice que cuando un escultor restaura una imagen que del original se ha perdido más de 70%, se puede afirmar que es una creación. La imagen formó parte de la Exposición itinerante Las Edades.

- Virgen del Buen Consejo, Iglesia de San Isidro, calle de Toledo 37, Madrid. La que fue conocida como la Real Colegiata de San Isidro, antigua Catedral de Madrid hasta la terminación de la Almudena, tiene en su altar mayor el sepulcro del santo y presidiéndolo encima la Virgen del Buen Consejo que fue restaurada en 1934 por Cruz Collado.

- Virgen de la Paz de Cintruénigo. En septiembre de 1953 y según lo cuenta José M.ª Navascués, la imagen de Nuestra Señora de la Paz retorna a Cintruénigo tras la restauración a que ha sido sometida por el mal estado de conservación en que se hallaba. Dice el autor que se ha hecho todo lo posible por restituirla a lo más similar a cuando fue tallada en el siglo XII. La restauración fue encomendada al escultor Cruz Collado, jefe del taller de Restauración de Patrimonio. (diario de Navarra https://diariodenavarra.mynews.es/index.php?screen=results) 8 de septiembre de 1955.
- Mausoleo del Cardenal Cisneros. Manuel Vicente Sánchez Moltó, cronista oficial de Alcalá de Henares, nos recuerda con La triste danza de unos restos mortales de García Saldaña, la epopeya de los restos mortales del Cardenal desde su muerte en Roa (Burgos), cuando fallece al ir a encontrarse con Carlos I, heredero de la Corona (1517) hasta que recibe sepultura en la Catedral de Alcalá. El cortejo llega a Alcalá de Henares 6 días después…y así siguen las andanzas por más de cuatro siglos de un sitio para otro. Una vez que ya están definitivamente los restos del Cardenal Cisneros en Alcalá de Henares, las discusiones empiezan entre la Catedral Magistral y la Universidad por ver donde deben reposar los mismos. Encomiendan al escultor Cruz Collado la restauración del Mausoleo (https://www.alcalahoy.es/2016/11/08/la-triste-danza-de-unos-restos-mortales/) 1956. Realmente es un cenotafio pues nunca ha estado enterrado en él. El monumento se encuentra en la Universidad de Alcalá, en la Capilla de San Ildefonso. Los restos del Cardenal se encuentran en la Catedral y han sido divididos para evitar más disputas

### Dibujos
El 9 de agosto de 1962 en La Cabaña, Pozuelo de Alarcón, Madrid, muere el escultor Antonio Cruz Collado.

## Premios y reconocimientos
Entre sus méritos principales están el Primer Premio del Concurso Nacional de Escultura en 1930, del Ministerio de Instrucción Pública y Bellas Artes y la Primera Medalla de Oro de Bellas Artes en 1934.
Otros méritos importantes fueron la Concesión de la Beca Pensión Piquer de la Real Academia de Bellas Artes de San Fernando de Madrid para realizar estudios y obra en Roma, Florencia y París, en el período 1924-1930; Tercera Medalla de Bellas Artes en 1930 y Beca para ampliación de estudios en Nueva York en 1931-1932 concedida por la Junta para Ampliación de Estudios.
Dentro de los varios premios recibidos también se pueden citar: Premio en el Concurso Medalla de Madrid convocado por el Ayuntamiento de Madrid 1935; Accésit para el proyecto de la Fuente de Villanueva compartido con el arquitecto Aníbal Álvarez 1940; Bolsa de Viaje obtenido en la Exposición Nacional de Bellas Artes de 1942; Primer premio por el proyecto de Fuente homenaje a la República Argentina compartido con el arquitecto Herrero Palacios 1949; y Accésit en el Concurso de Escultura para realizar un San Isidro Labrador, convocado por el Ayuntamiento de Madrid 1953.
Y por último Pensión de Arte de la Fundación Juan March para realizar una escultura homenaje a Francisco Alcántara de la Escuela de Cerámica de Madrid, en 1959.
Fue nombrado Socio de Honor del Círculo de Bellas Artes de Madrid", en 1952, con el N.º de socio 292.

## Obras
- Monumento de Jeanne Duval. Amante de Baudelaire. París 1928.
- Desnudos, 1ª Medalla Exposición Nacional de Bellas Artes. Parque de Isabel la Católica, Gijón, Asturias. 1934.
- Grupo escultórico de la fachada del Banco Hispano-Americano Central de A Coruña. 1948.
- Piedad de Carmona, Iglesia de San Martín, León. (restauración). 1949.
- Dos figuras alegóricas de la Agricultura (Instituto de Investigaciones  Agronómicas , hoy Palacio Moncloa). 1951.
- Monumento homenaje al Dr. Pulido, figuras al pie del busto. Parque del Retiro, Jardín del Francés, Madrid. 1954.
- Remate del Edificio El Ocaso, calle Princesa, Madrid. 1955.
- San Sebastián, Iglesia de San Sebastián, calle Atocha Madrid. 1958.
- Cuatro evangelista. Pechinas Iglesia de San Sebastián, calle Atocha. Madrid. 1958.
- Huida a Egipto, Capilla de los Arquitectos, Iglesia de San Sebastián, calle de Atocha, Madrid. 1945.
- Escultura homenaje a D. Francisco Alcántara, Escuela de Cerámica, Madrid.1962.

## Exposiciones
- 1924 – Exposición Nacional de Bellas Artes, Bolsa de Viaje, premio en metálico.
- 1925–30 – Exposición permanente Colecciones de la Academia de Bellas Artes de San Fernando. 1 Relieve y 6 dibujos.
- 1930 – Exposición Nacional, Palacio de Exposiciones del Retiro, 14 de mayo. Tercera medalla con la escultura Adán y Eva Adquisición de la obra por el Museo de Arte Moderno.
- 1930 - Concurso Nacional de Escultura, Primer premio con Fuente de la muchacha que duerme. (Reproducción en Museo Reina Sofía).
- 1930 - Exposición individual en la Sociedad de Amigos del Arte, en el Palacio de Bibliotecas y Museos, 21 octubre, 16 esculturas y dibujos.
- 1934 – Exposición Nacional de Bellas Artes, Primera Medalla con Desnudos. Parque Isabel la Católica en Gijón.
- 1942 – Exposición para Concurso Fuente de Villanueva.
- 1945 – Exposición Reproducciones Plásticas.
- 1948 – Exposición Círculo de Bellas Artes. Busto Ramón Ledesma Miranda.
- 1950 – Exposición Internacional de Arte Español Contemporáneo. El Cairo, Egipto. Con la Espera.
- 1950 - Solicitud de que la Espera concurra a la Bienal de Venecia. Sin confirmar si finalmente acudió.
- 1953 – Exposición Internacional al aire libre. El Parque de El Retiro.
- 1955 – Exposiciones Peñas Artísticas, Círculo de Bellas Artes.
- Exposición conjunta con Vázquez Díaz y Manuel, en la Galería JUMA. Con 7 esculturas y 6 dibujos.
- Fundación CAPA, Colección permanente con La Siesta.
- Exposición colectiva en Alejandría, Egipto.
- Obras en Museos de Madrid, Nueva York y Florencia.
- Exposición en Columbia University, Casas de las Españas, Nueva York.
- Exposición de Medallas en la Academia de Bellas Artes. Medalla conmemorativa del Centenario de la Fundación, Archivos, Bibliotecas y Museos AD-A-134, A-DA- 339 y A-DA 340.

## Legado
De su estancia en Europa, en 1924-30, (Italia y Francia) y en los Estados Unidos, 1931-32, aportó al mundo del arte español las vanguardias más actuales de la época, en pintura y escultura, que triunfaba en esos países. Ese aspecto de la modernidad en el arte que abre un camino que en España o no existía o era muy suave.
Citamos, por su importancia el monumento a Jeanne Duval, amante de Baudelaire, que realizó en París y hoy desgraciadamente desaparecido.
A la vuelta de estos viajes de Estudio, en Italia y París, en 1930 obtuvo el Premio Nacional de Escultura, con la figura Fuente de la muchacha que duerme, totalmente vanguardista y siendo admitida como ganadora entre todas las presentadas del territorio español. Con esas nuevas técnicas consiguió en 1934, ya en plena República Española, la primera medalla de Bellas Artes, también con carácter nacional.
Por otro lado también impulsó el conocimiento y la ejecución de esas corrientes desde la docencia impartida en la Escuela de Bellas Artes de San Fernando, la Escuela de Cerámica y la Escuela de Artes y Oficios, todas en Madrid. Algunos de sus alumnos fueron Manuel López Villaseñor y Antonio López García. También fueron compañeros y amigos Rafael Pellicer, José Frau, Vargas Ruiz, Demetrio Delgado, Germán Calvo, entre otros. Artistas reconocidos todos ellos a nivel mundial.  
La obra del escultor Cruz Collado, quedó no sólo en sus monumentos en las calles y jardines de Madrid, y en ese espléndido remate en un edificio empresarial de la calle Princesa,  sino también en otras ciudades como Gijón (Asturias), La Coruña (Galicia), Miranda de Ebro (Burgos), y Puertollano (Ciudad Real).
Tenemos que añadir que por las vicisitudes que atravesó España en los años 30 del siglo XX, hubo que rehacer esculturas, monumentos y todo tipo de edificios que habían sufrido los daños de la guerra civil; en la obra de Cruz Collado, aparece la restauración del Patrimonio Artístico. Lo que también dejó su semilla colectiva, por ejemplo la Piedad de San Martín en León, restaurada por él, y completamente dañada en un incendio fortuito, sale, una vez restaurada, en procesión de Semana Santa, todos los años en dicha ciudad. También en la ciudad de Bellpuig, Lérida, se restauró completamente el monumento Sepulcro de Ramón III Folch de Cardona, en el Panteón del mismo nombre en la Iglesia principal.
Todas estas restauraciones, incluso otras imágenes como las de la Iglesia de San Sebastián en Madrid, configuran un arte religioso que indudablemente ayudó a paliar los destrozos causado por la guerra civil. Podríamos citar para acabar este apartado, que encontramos en la ciudad de Buenos Aires (Argentina) una publicación que se difundió digitalmente, mostrando el Malabarista de Cruz Collado como ejemplo de Escultura vanguardista. Esta figura ya estuvo expuesta en una Exposición del Salón de Otoño del Círculo de Bellas Artes de Madrid, hace más de 60 años. 

## Galería

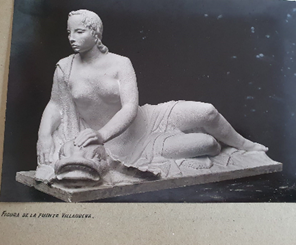
Mujer Fuente de Villanueva. 1940
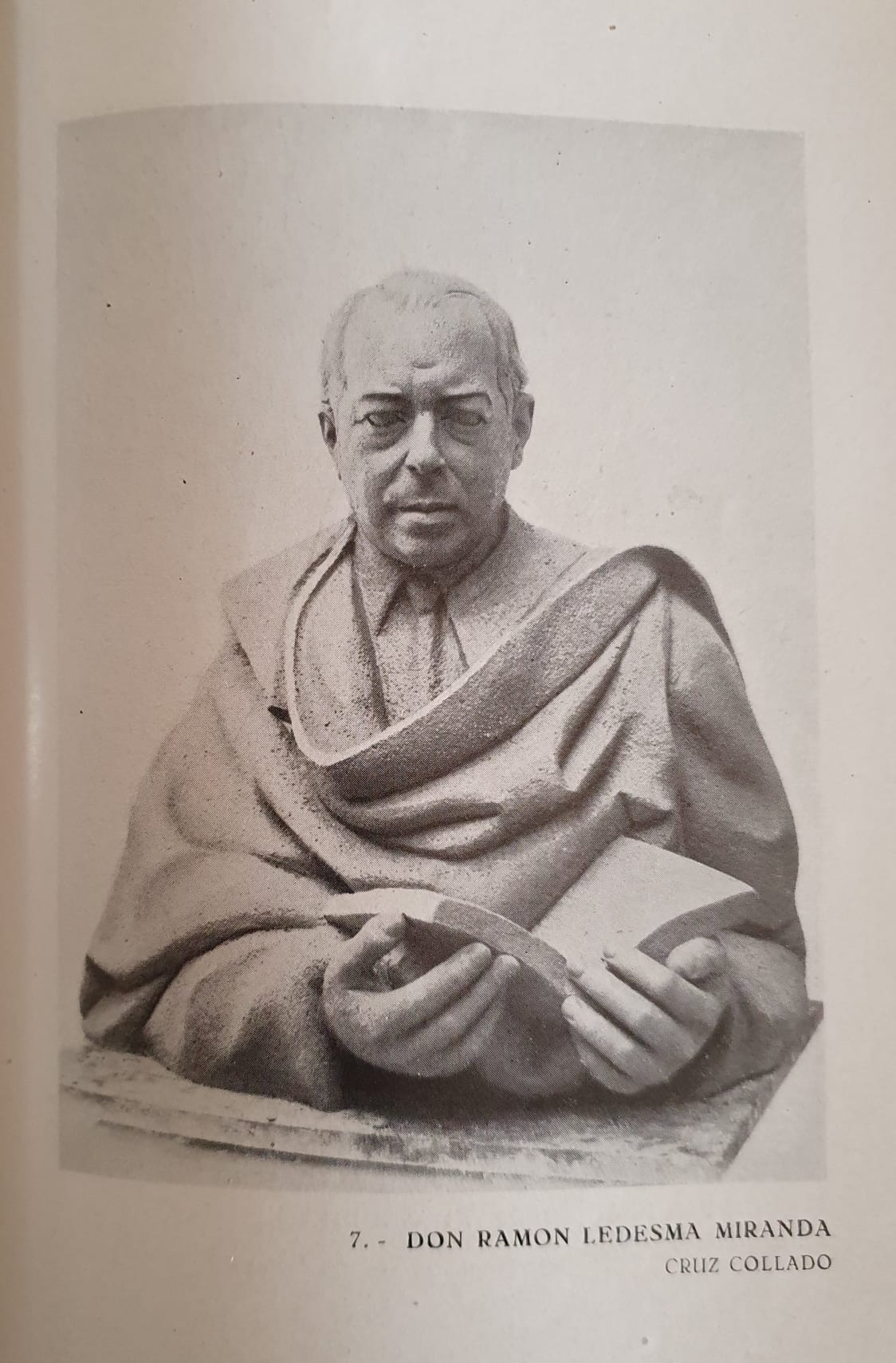
Busto Ramón Ledesma Miranda. 1940
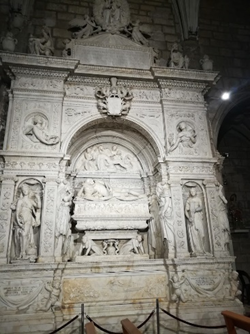
Panteón de Ramón Folch de Cardona. 1951
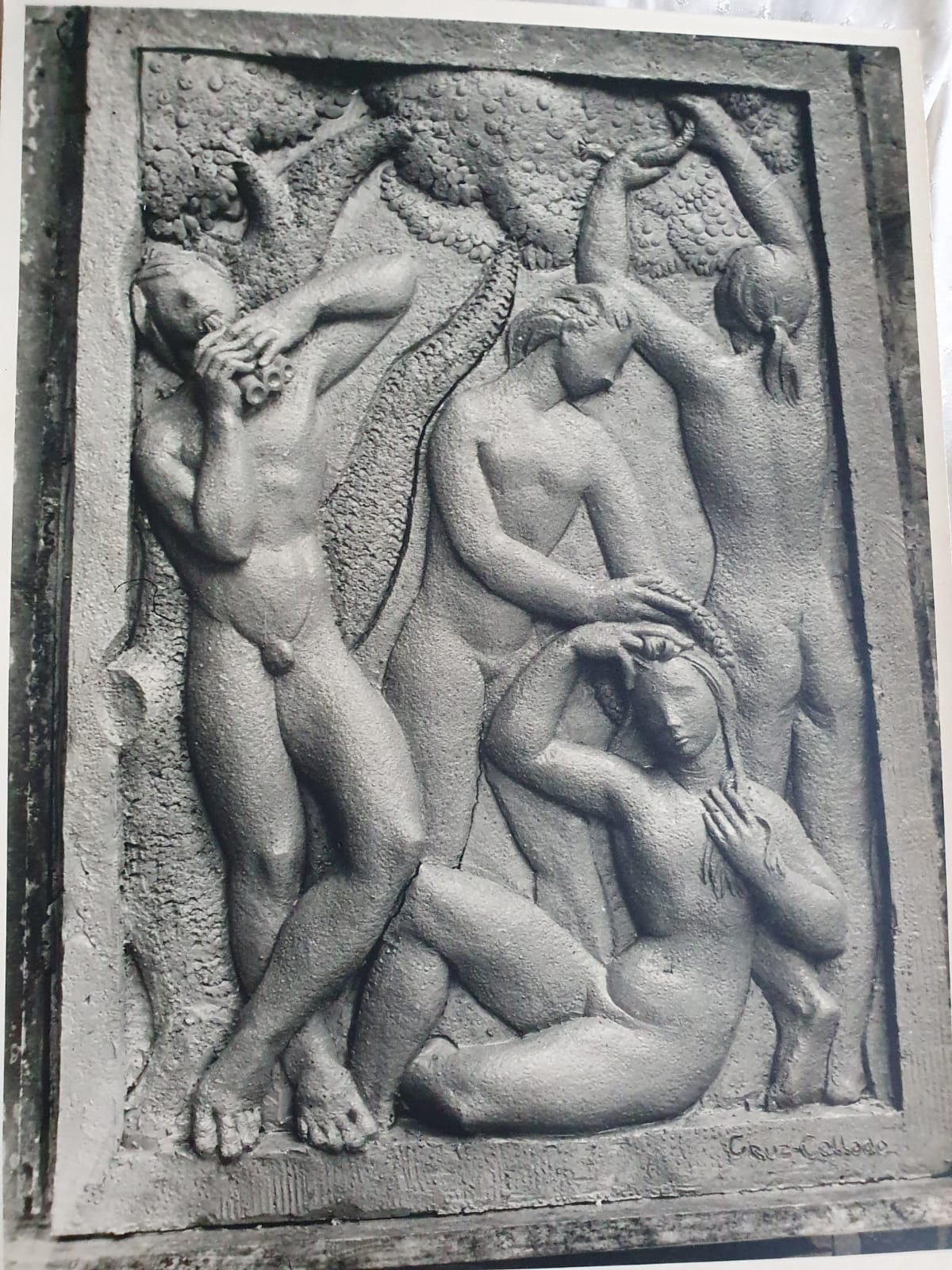
Relieve. 1959
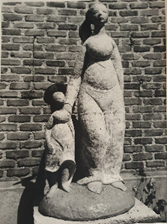
Santa Ana y María. 1957
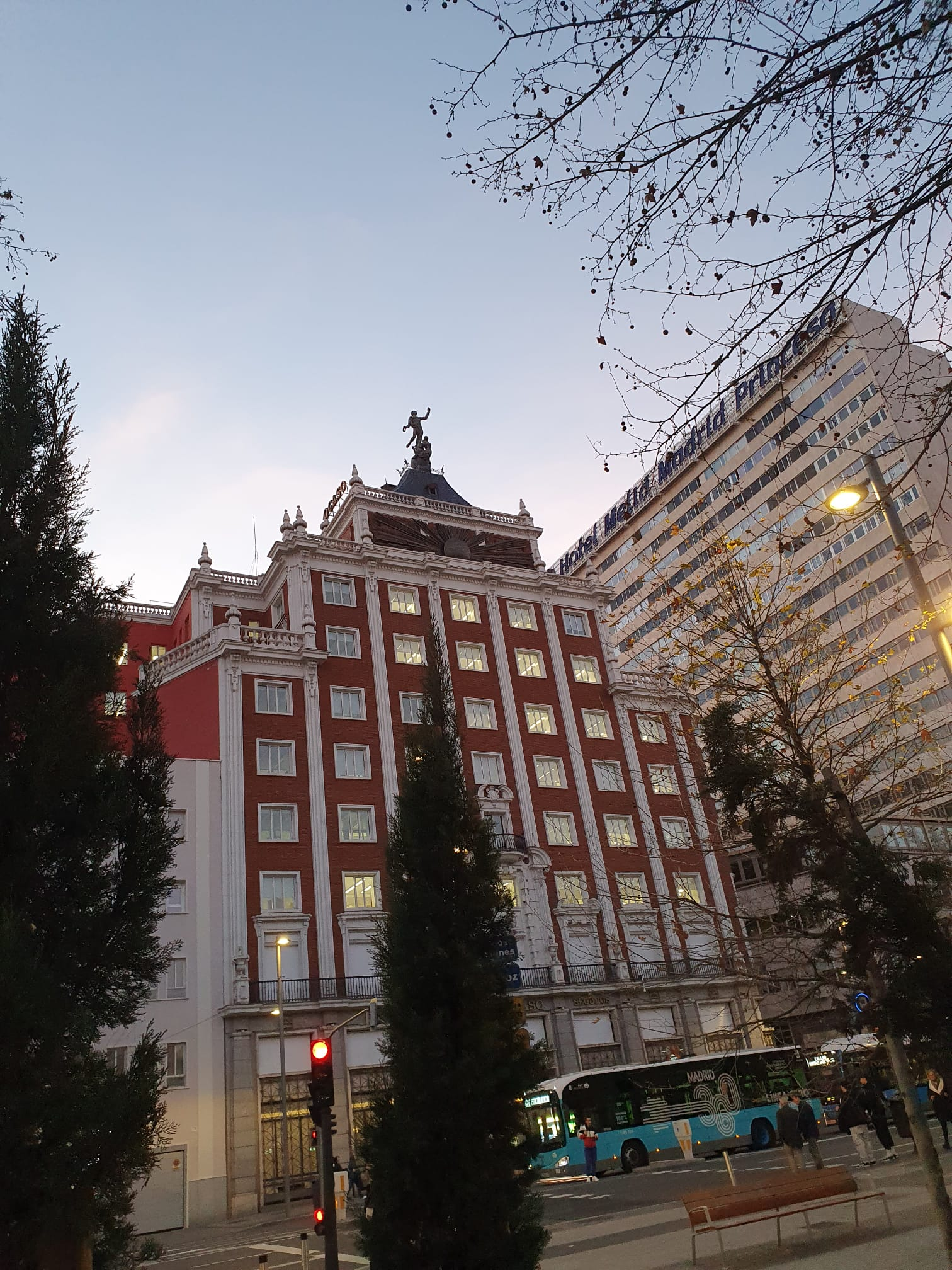
El portador de la antorcha. 1955